# Michael Johansen (fodbolddommer)
 Der er flere personer med dette navn, se Michael Johansen.
Michael Johansen (født 16. december 1975) er en dansk tidligere fodbolddommer, der som 31-årig blev rykket op som dommer i Superligaen forud for sæsonen 2007-08.

## Karriere
Han tog sin dommereksamen i 1992 og fik debut i Danmarksturneringen i 2. division i 2005. Herefter fulgte halvanden sæson i 1. division inden han blev klar til Superligaen. Siden 2012 har han været godkendt af det internationale fodboldforbund FIFA til at dømme kampe internationalt. Her er han indrangeret som gruppe 3-dommer, der er det laveste niveau for internationale dommere.
Han var nomineret til titlen som Årets Fodbolddommer 2012, men han vandt dog ikke, da titlen gik til Kenn Hansen.
Michael Johansen indstillede sin karriere i 2019.